# Sturnidae
Famille
Les Sturnidae (ou sturnidés en français) sont une famille de passereaux constituée de 33 genres et de 123 espèces existantes.

## Position systématique
Dans la classification de Sibley et Monroe, la famille des sturnidés englobe les sturnidés sensu stricto (étourneaux, martins, mainates et merles métalliques qui constituent la tribu des sturninis) mais aussi les 34 espèces de moqueurs autrefois classées dans la famille des mimidés, devenue tribu des miminis.

## Liste des genres
D'après la classification de référence (version 14.1, 2024) du Congrès ornithologique international (ordre alphabétique) :
- Acridotheres (11 espèces)
- Agropsar (2 espèces)
- Ampeliceps (1 espèce)
- Arizelopsar (1 espèces)
- Aplonis (25 espèces)
- Basilornis (3 espèces)
- Cinnyricinclus (1 espèce)
- Creatophora (1 espèce)
- Enodes (1 espèce)
- Fregilupus † (1 espèce)
- Goodfellowia (1 espèce)
- Gracula (6 espèces)
- Gracupica (4 espèces)
- Grafisia (1 espèce)
- Hartlaubius (1 espèce)
- Hylopsar (2 espèces)
- Lamprotornis (23 espèces)
- Leucopsar (1 espèce)
- Mino (3 espèces)
- Necropsar † (1 espèce)
- Neocichla (1 espèce)
- Notopholia (1 espèce)
- Onychognathus (11 espèces)
- Pastor (1 espèce)
- Pholia (1 espèce)
- Poeoptera (3 espèces)
- Rhabdornis (4 espèces)
- Sarcops (1 espèce)
- Saroglossa (1 espèce)
- Scissirostrum (1 espèce)
- Speculipastor (1 espèce)
- Spodiopsar (2 espèces)
- Streptocitta (2 espèces)
- Sturnia (5 espèces)
- Sturnornis (1 espèce)
- Sturnus (2 espèces)

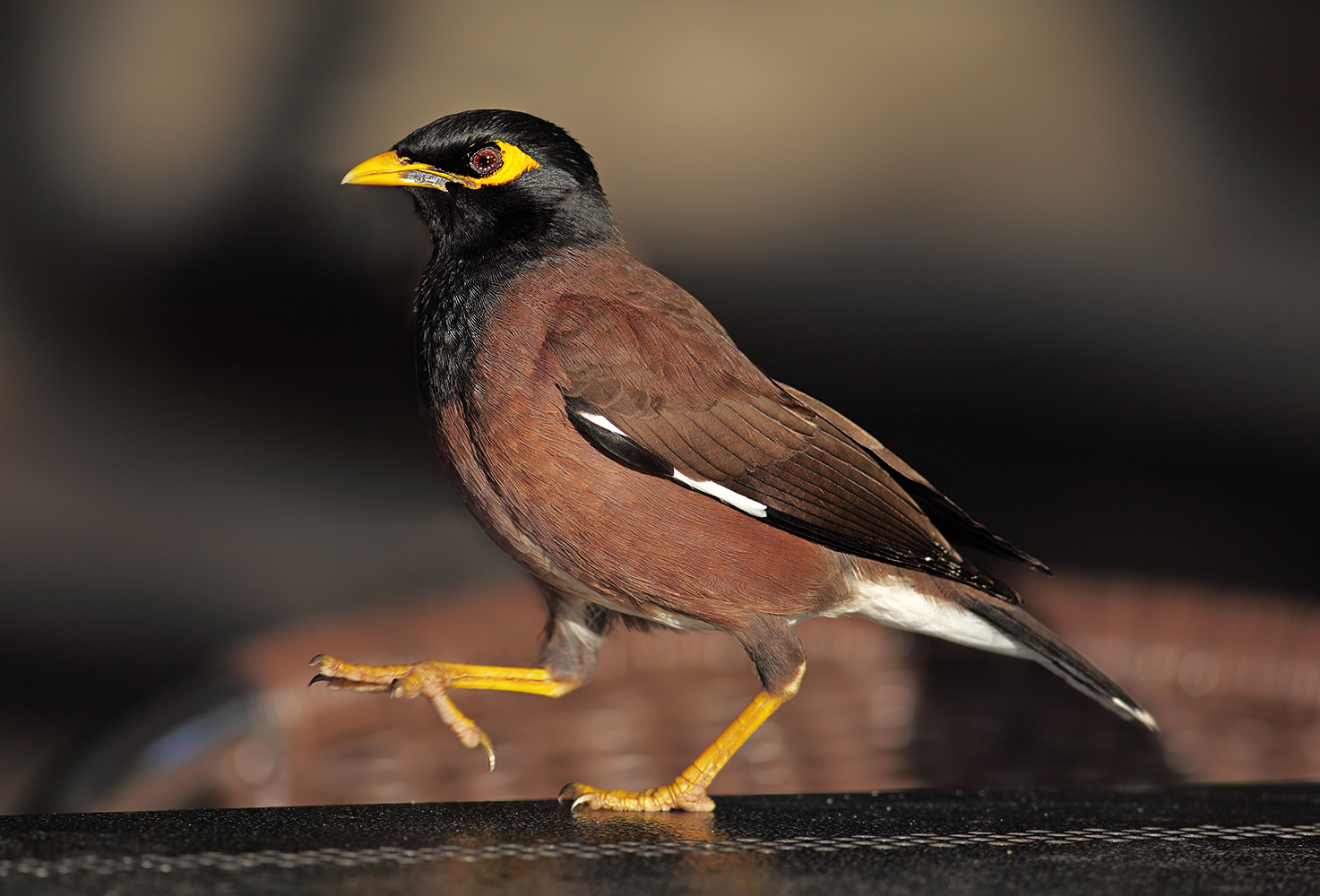
Acridotheres tristis
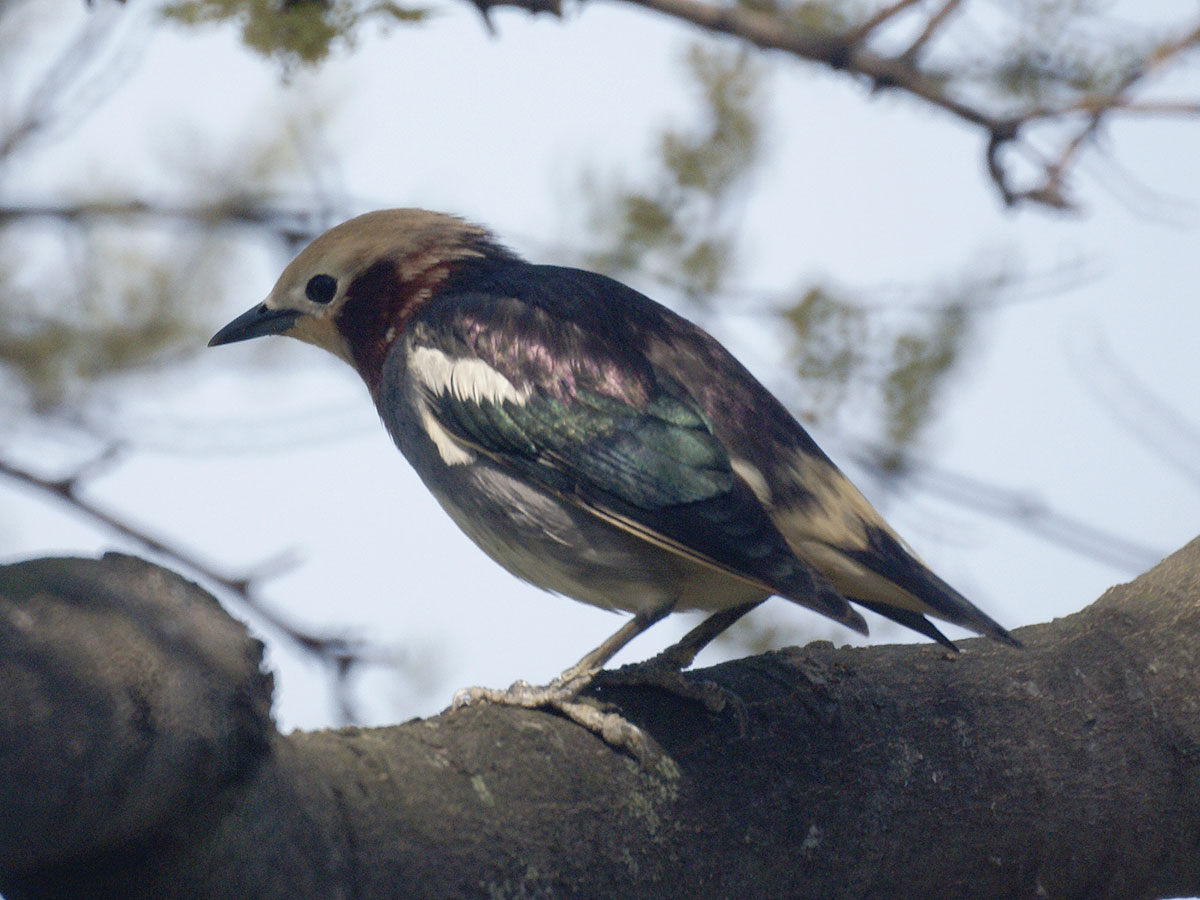
Agropsar philippensis
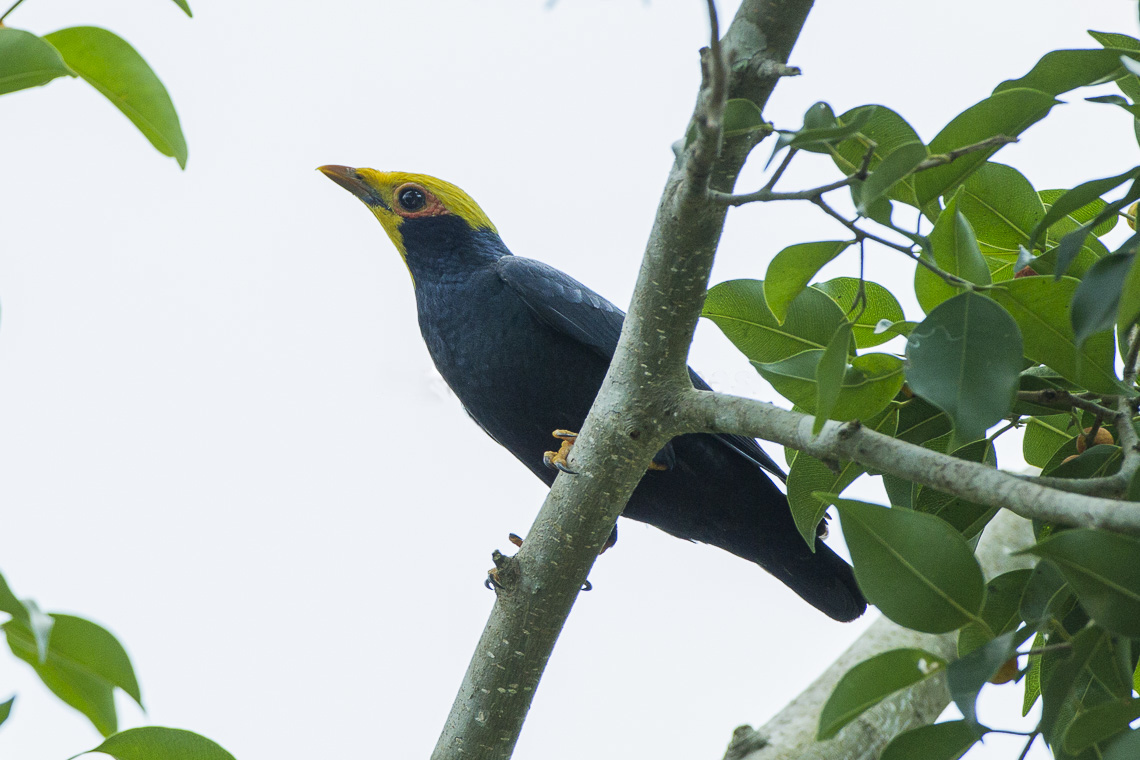
Ampeliceps coronatus
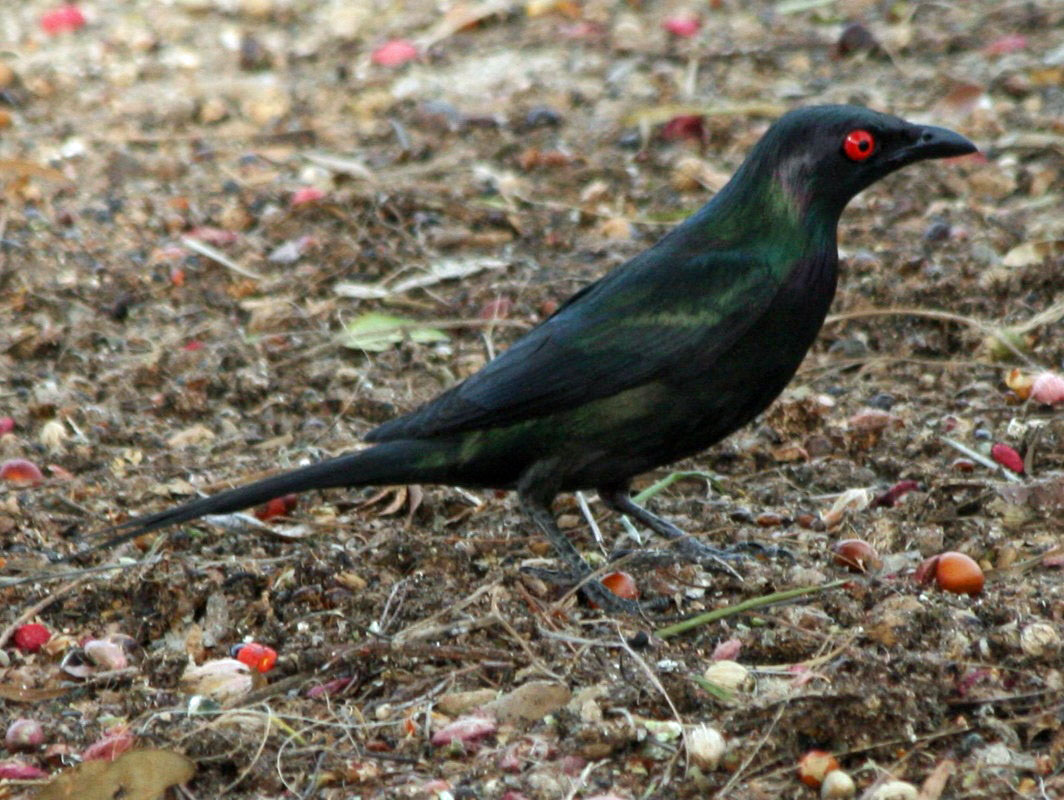
Aplonis metallica
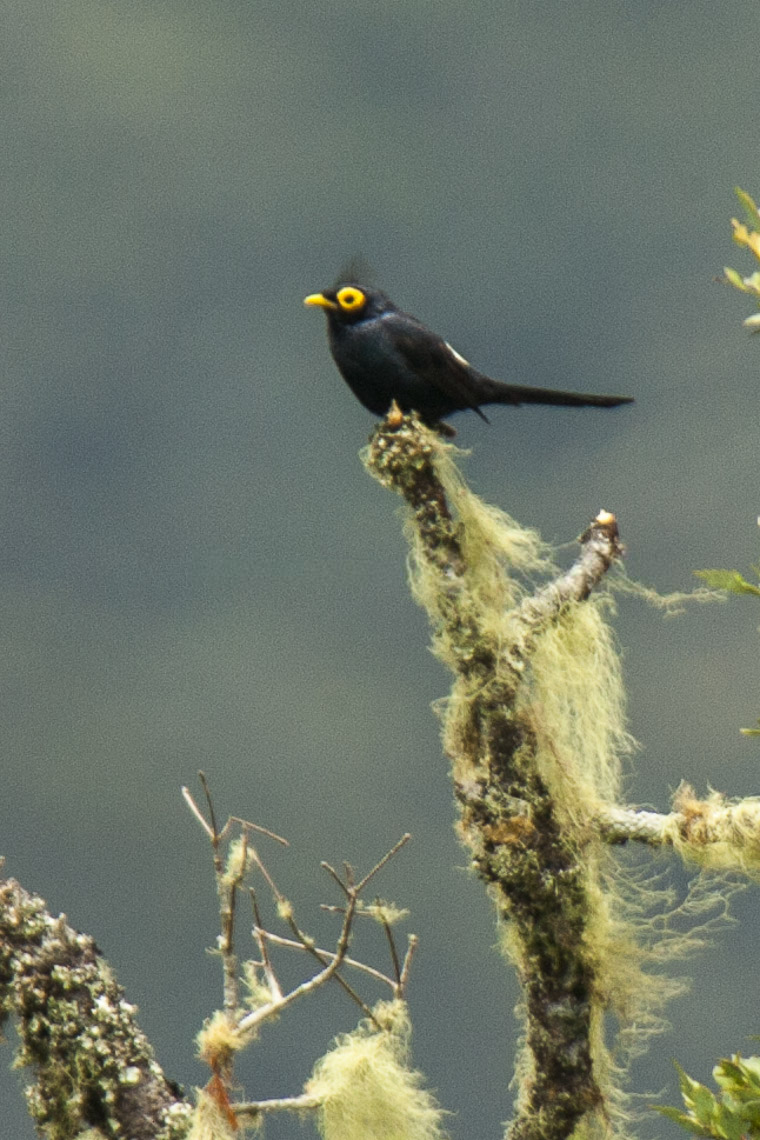
Basilornis mirandus
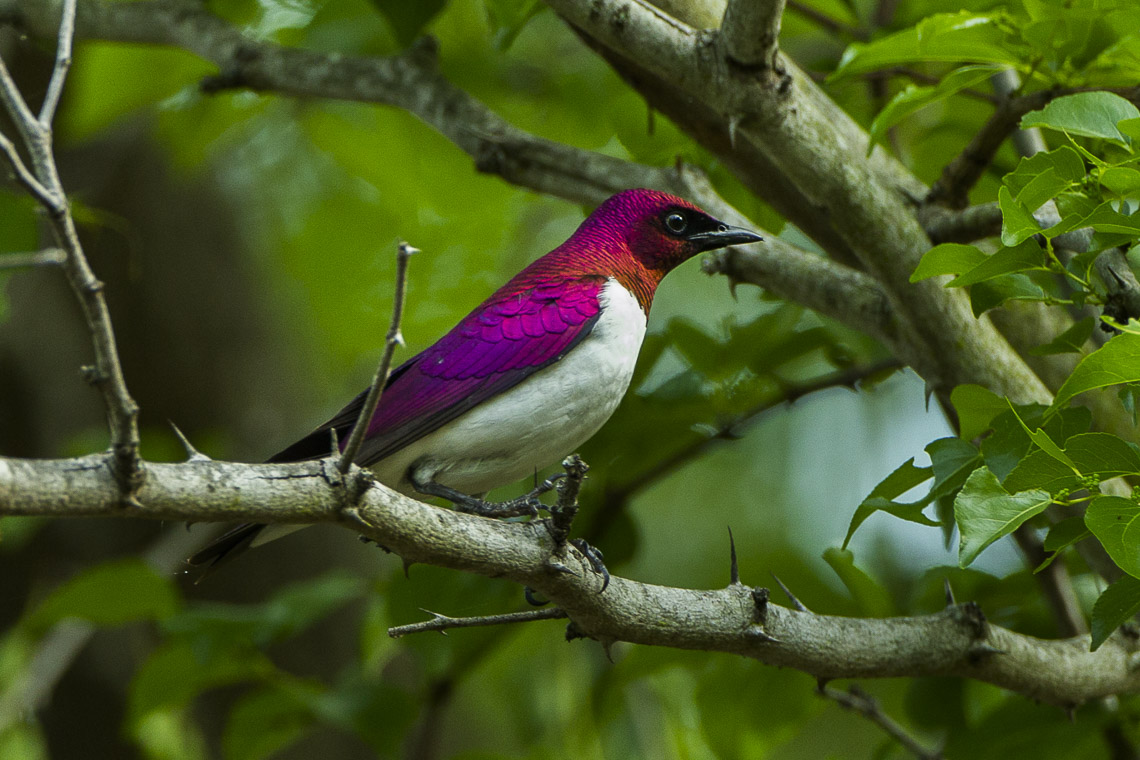
Cinnyricinclus leucogaster
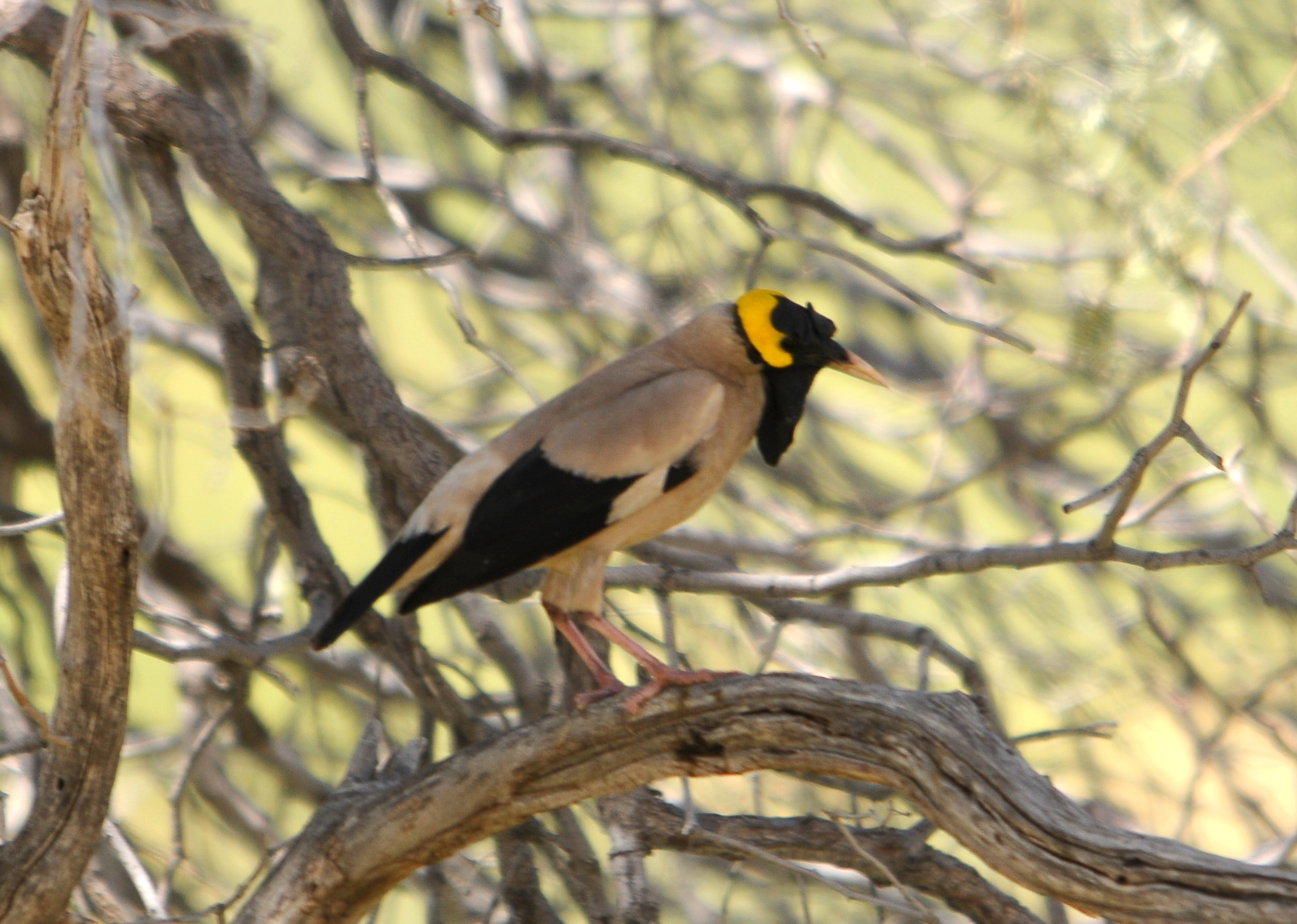
Creatophora cinerea
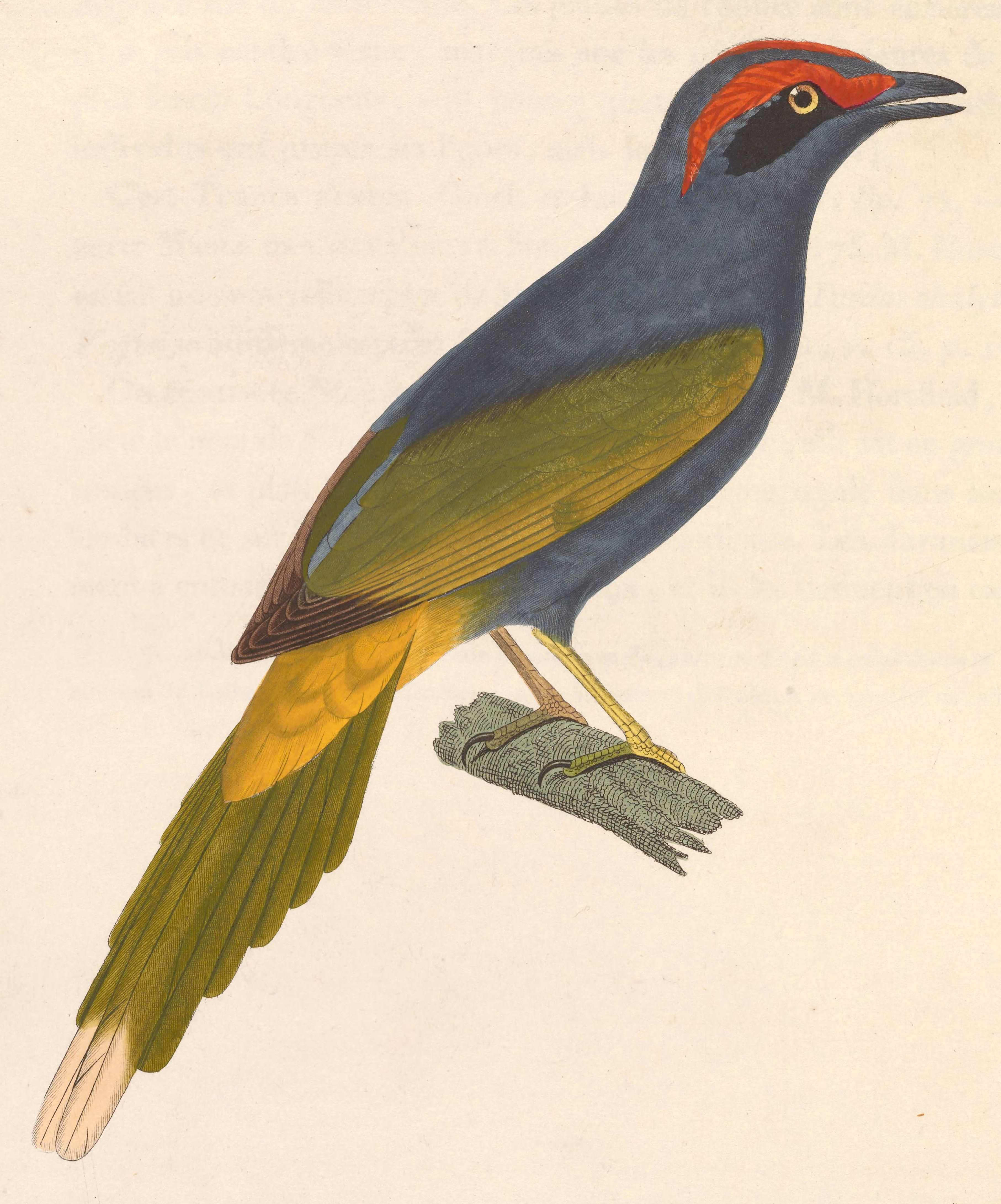
Enodes erythrophris
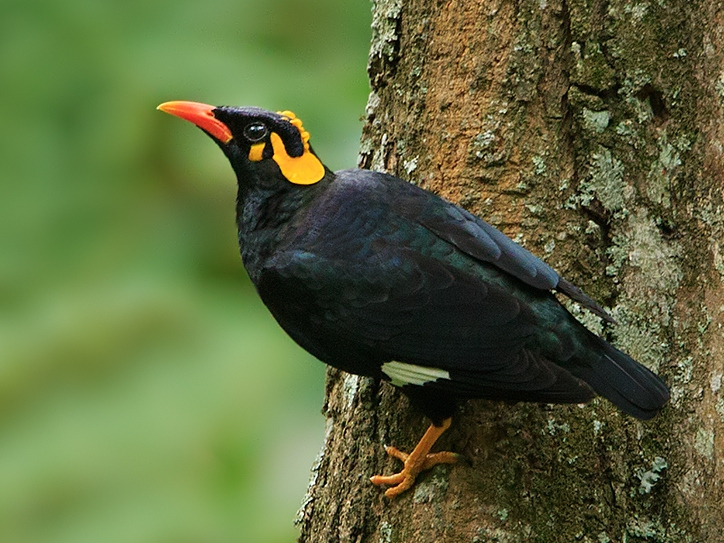
Gracula indica
Gracupica contra
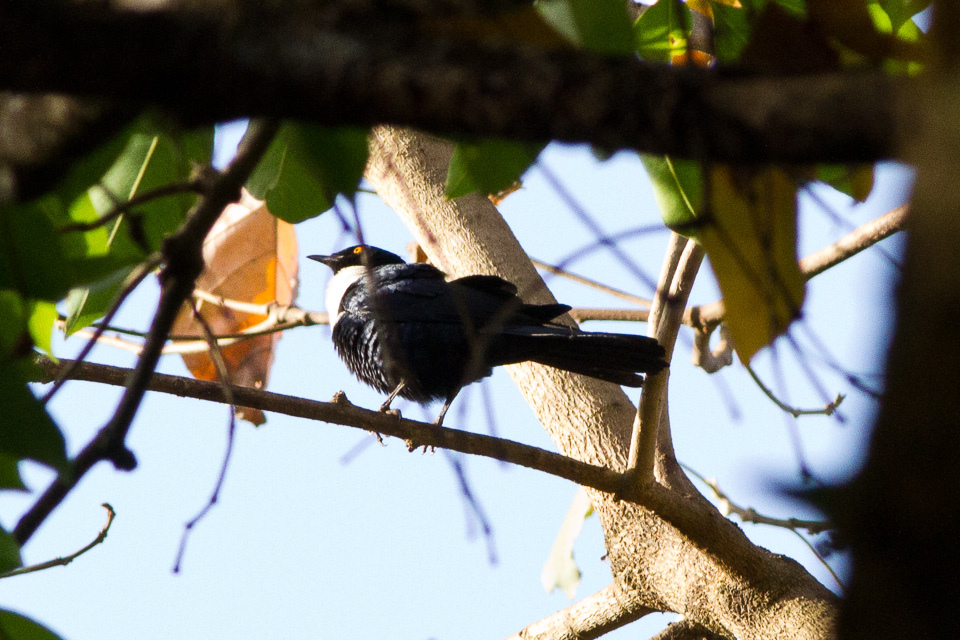
Grafisia Torquata
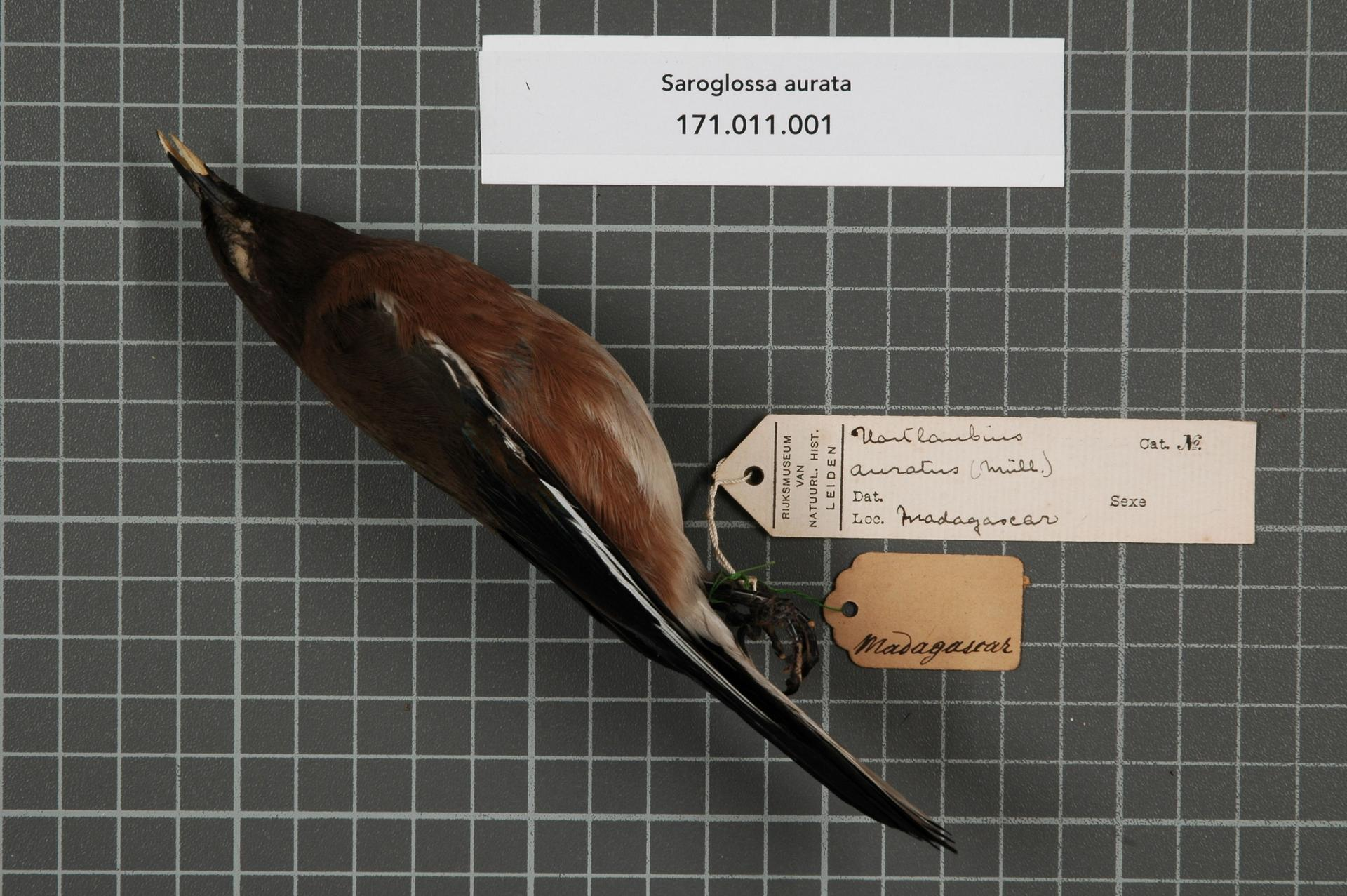
Hartlaubius auratus
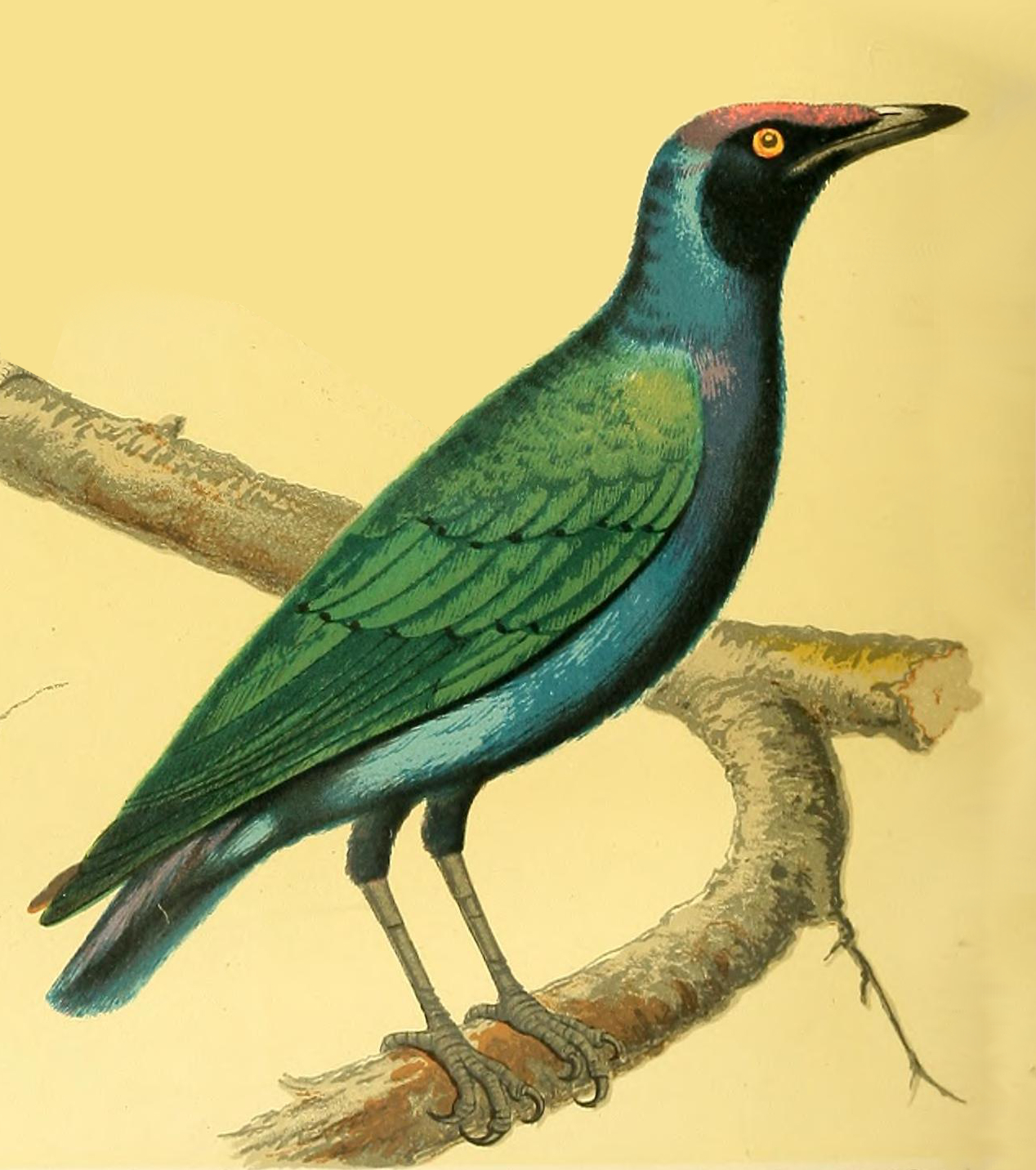
Hylopsar purpureiceps
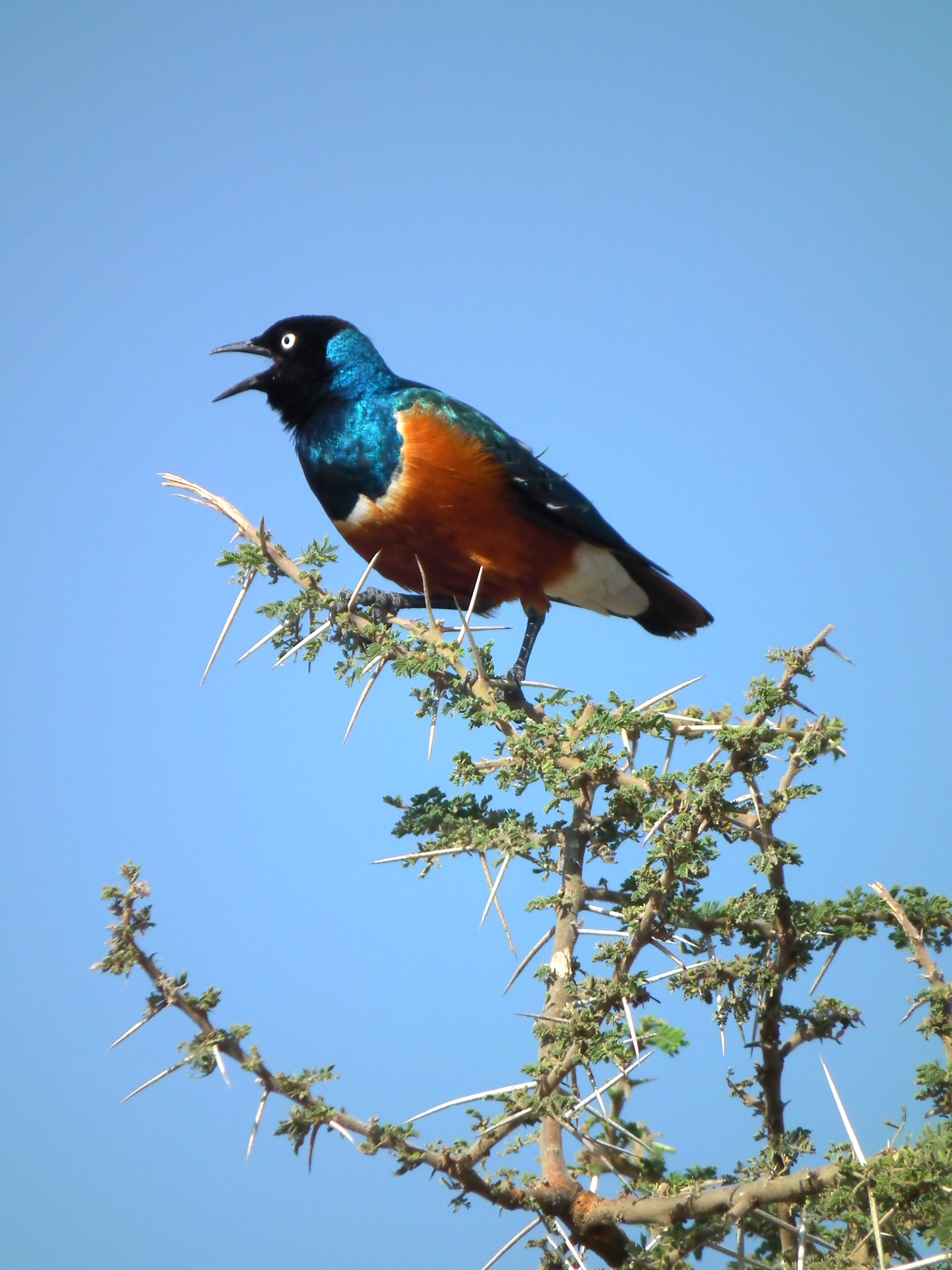
Lamprotornis superbus
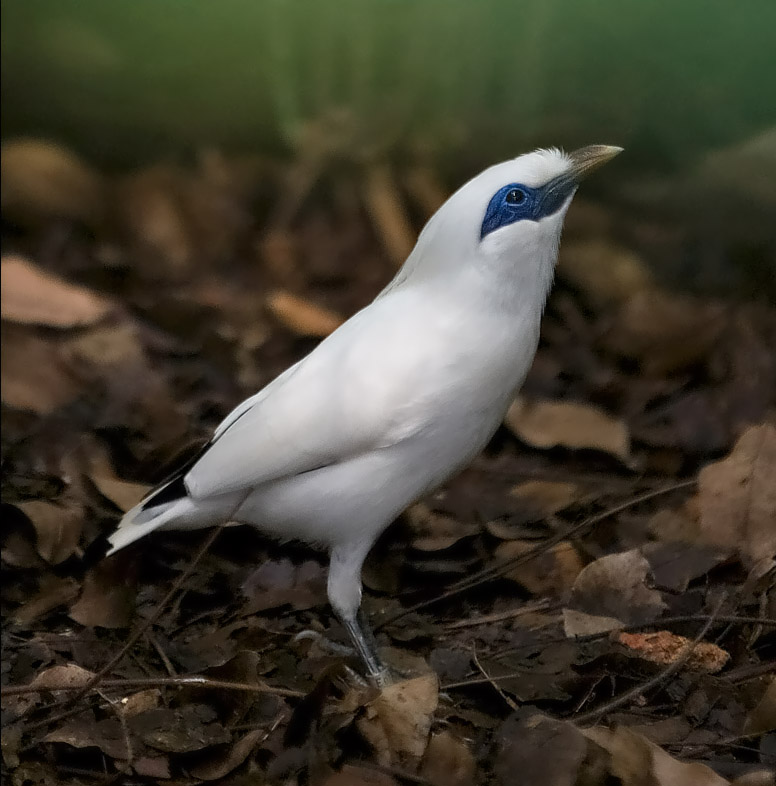
Leucopsar rothschildi
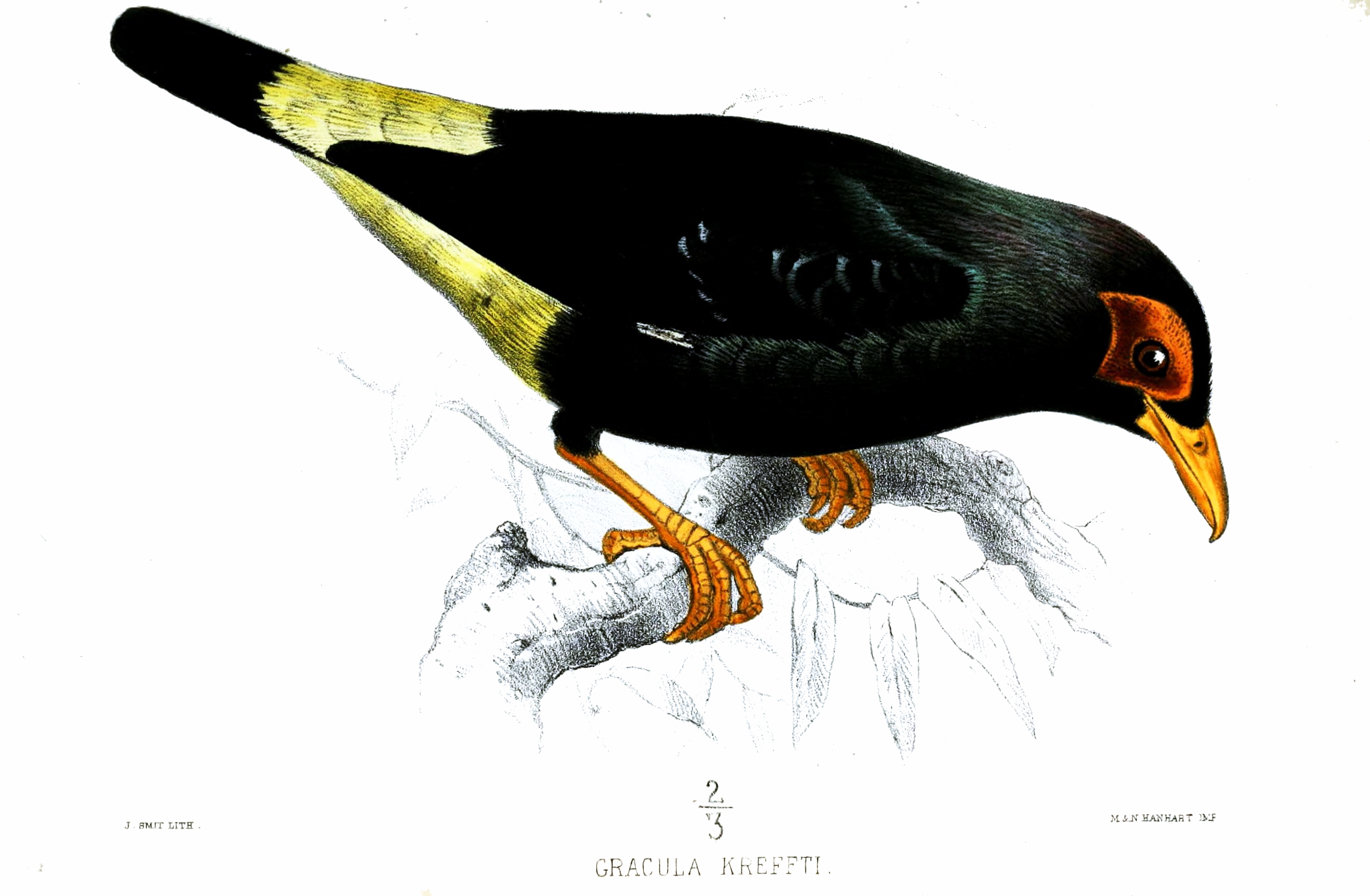
Mino kreffti
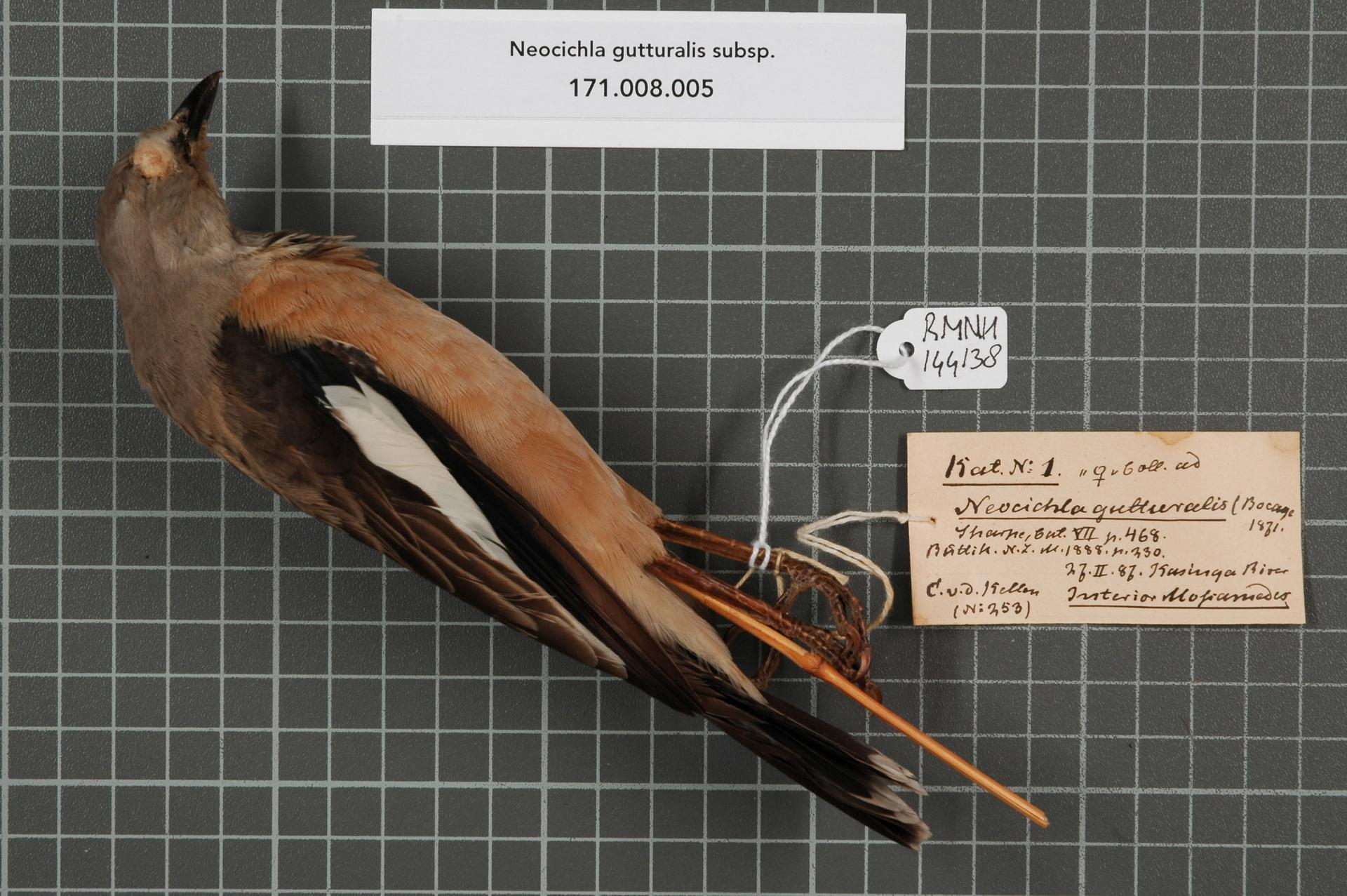
Neocichla gutturalis
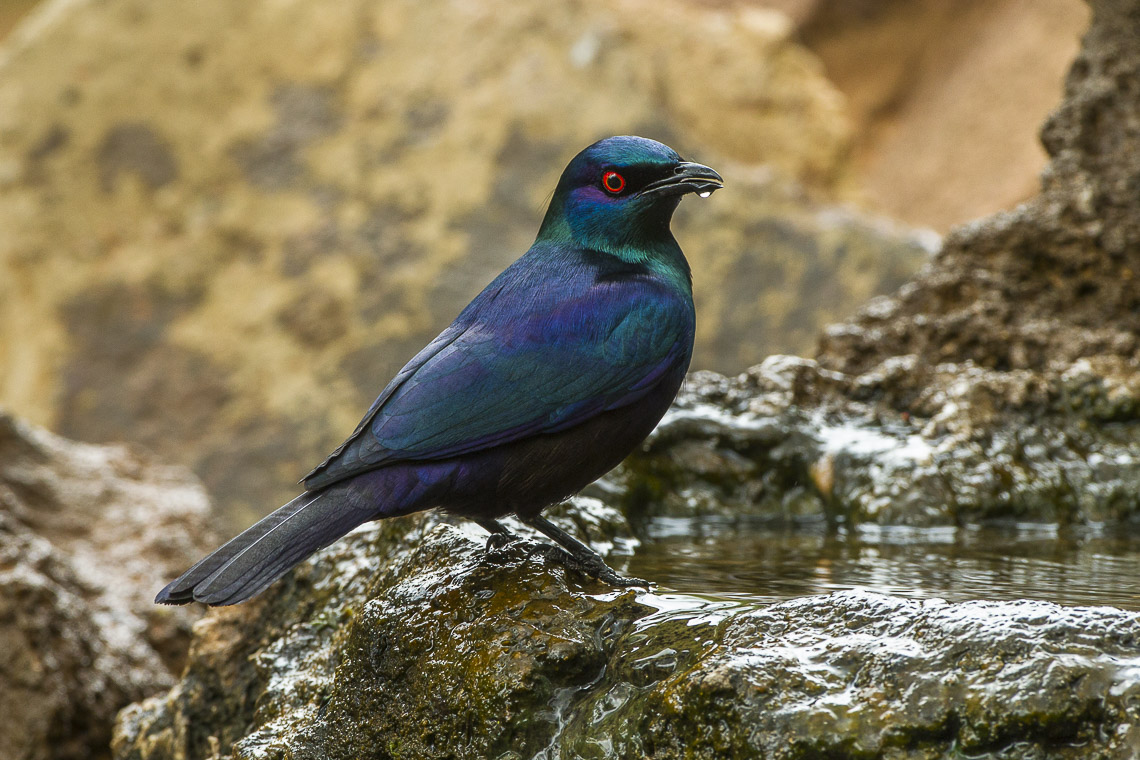
Notopholia corrusca
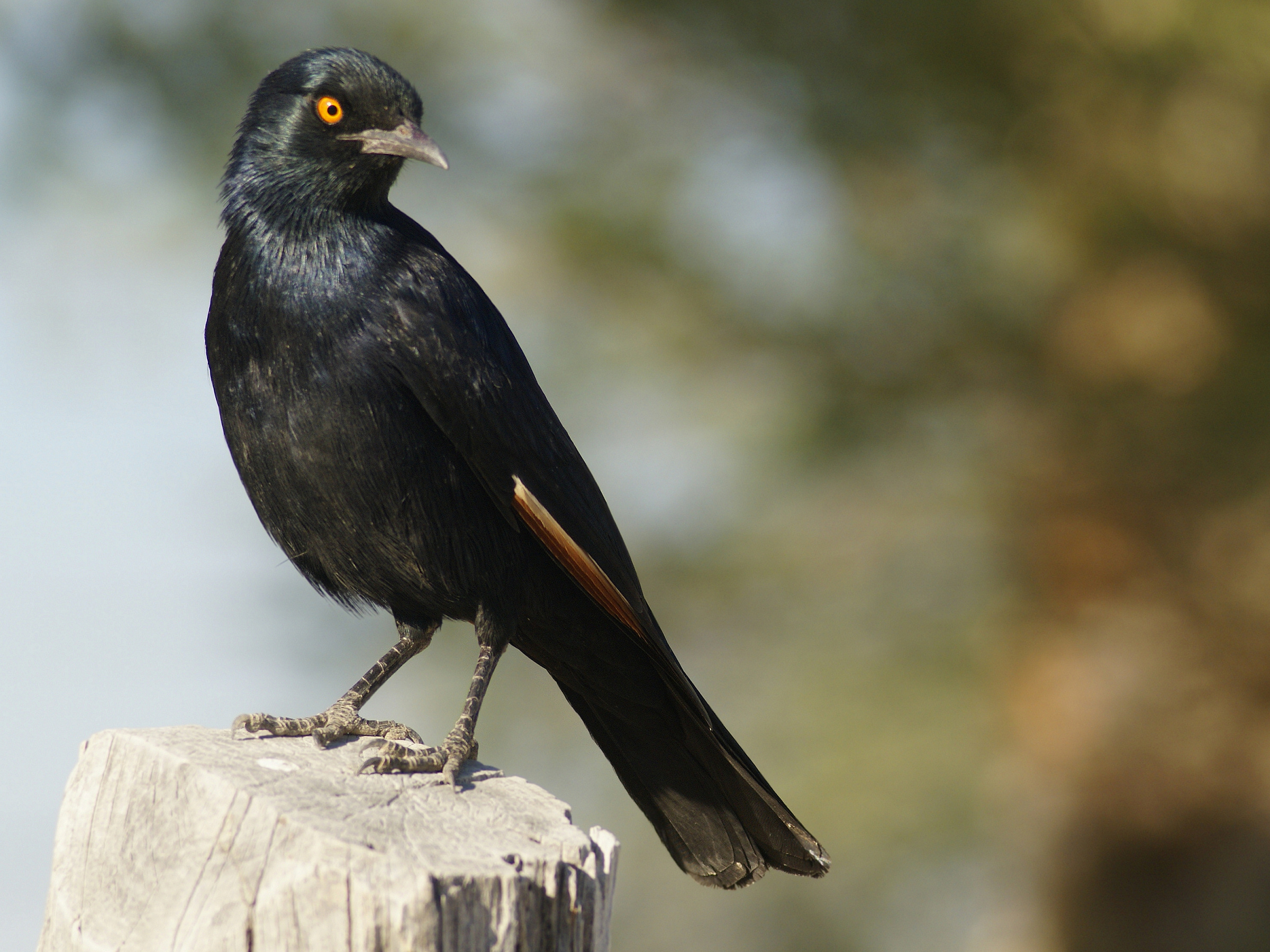
Onychognathus nabouroup
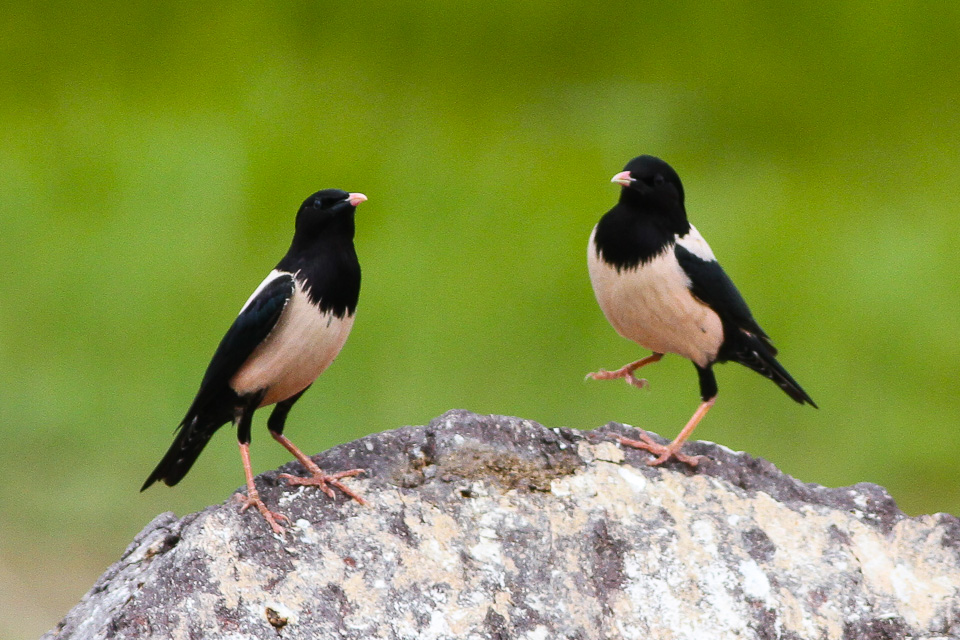
Pastor roseus
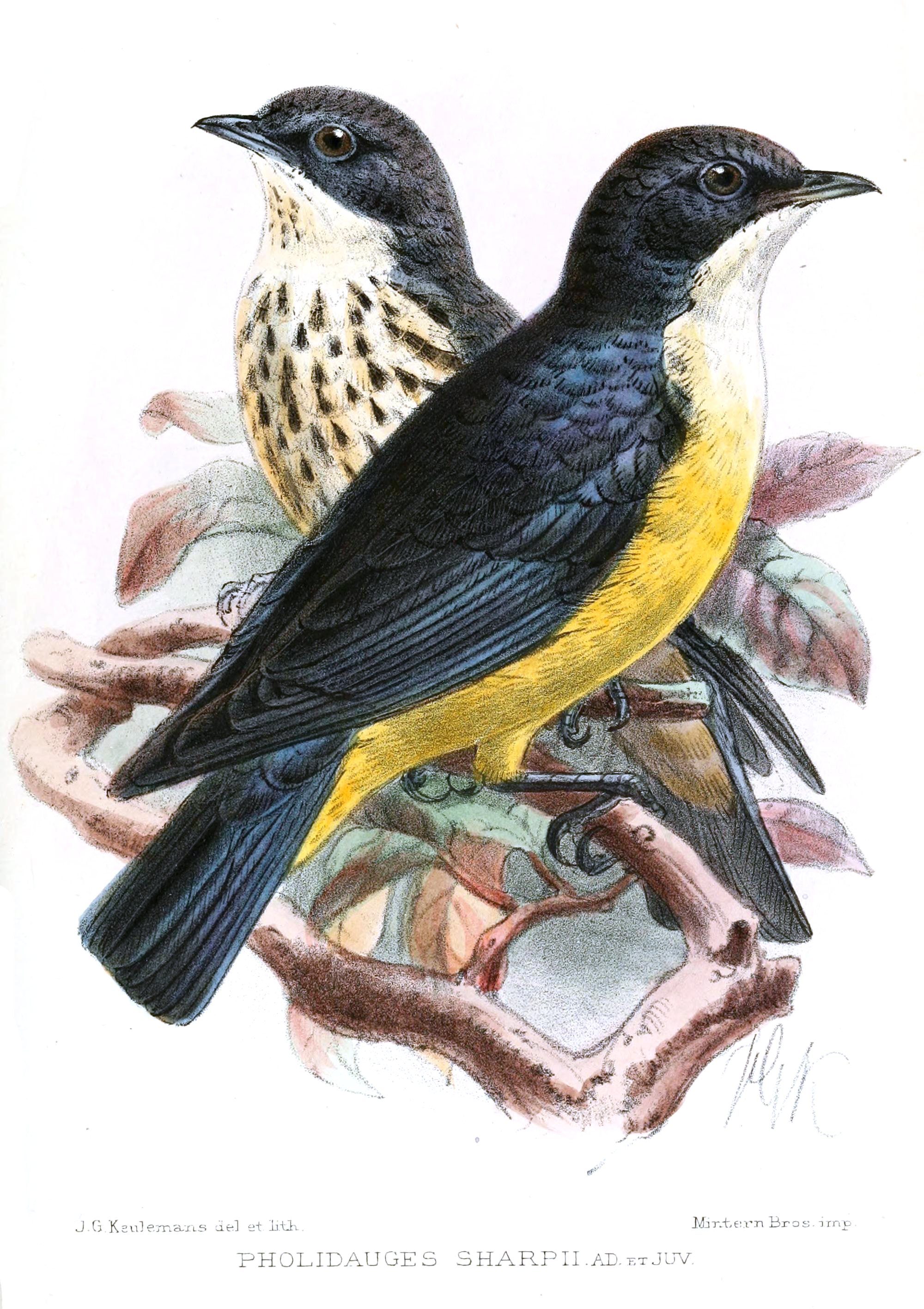
Poeoptera sharpii
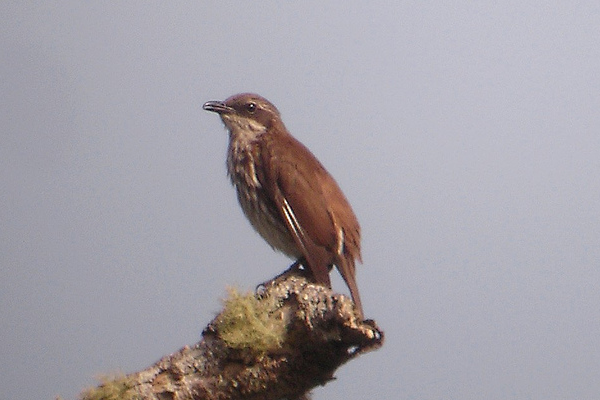
Rhabdornis inornatus
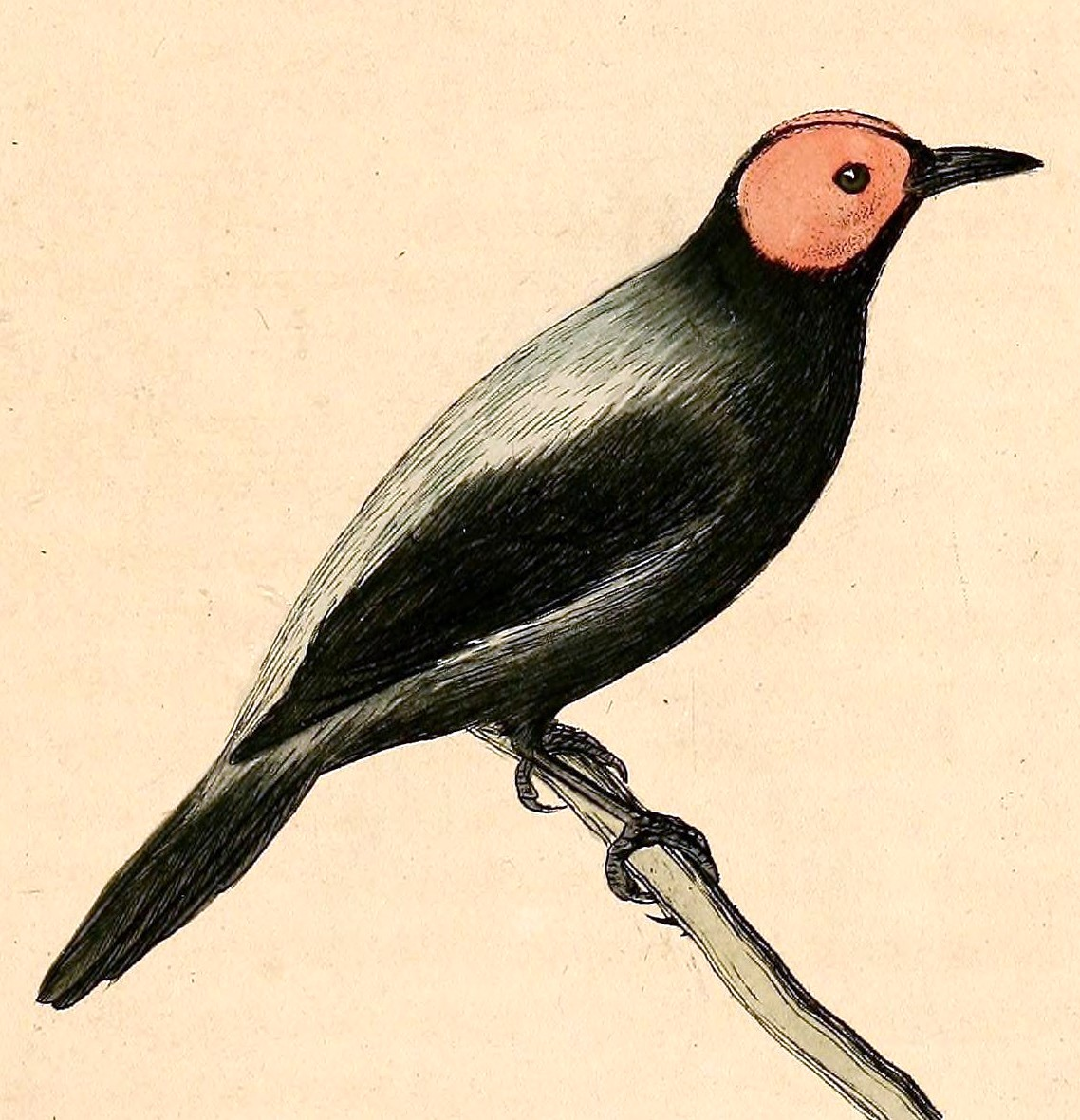
Sarcops calvus
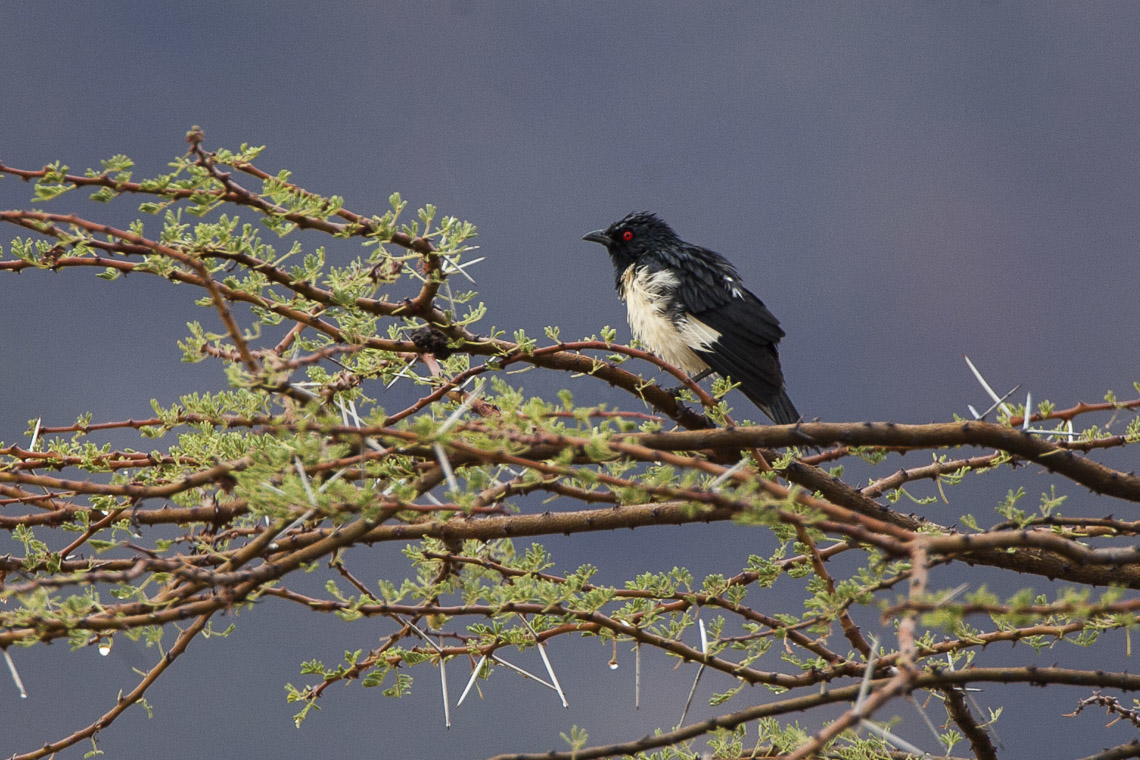
Speculipastor bicolor
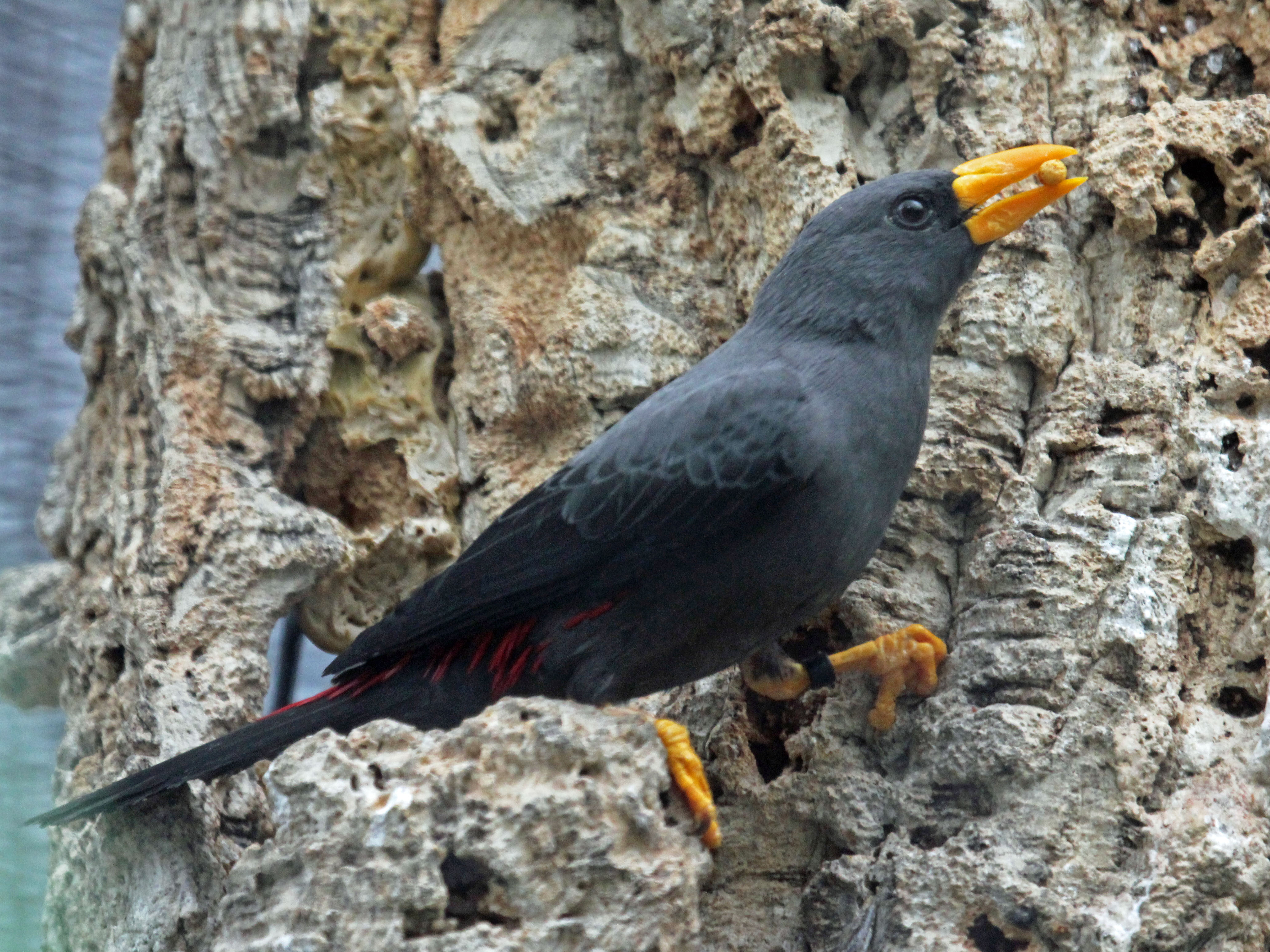
Scissirostrum dubium
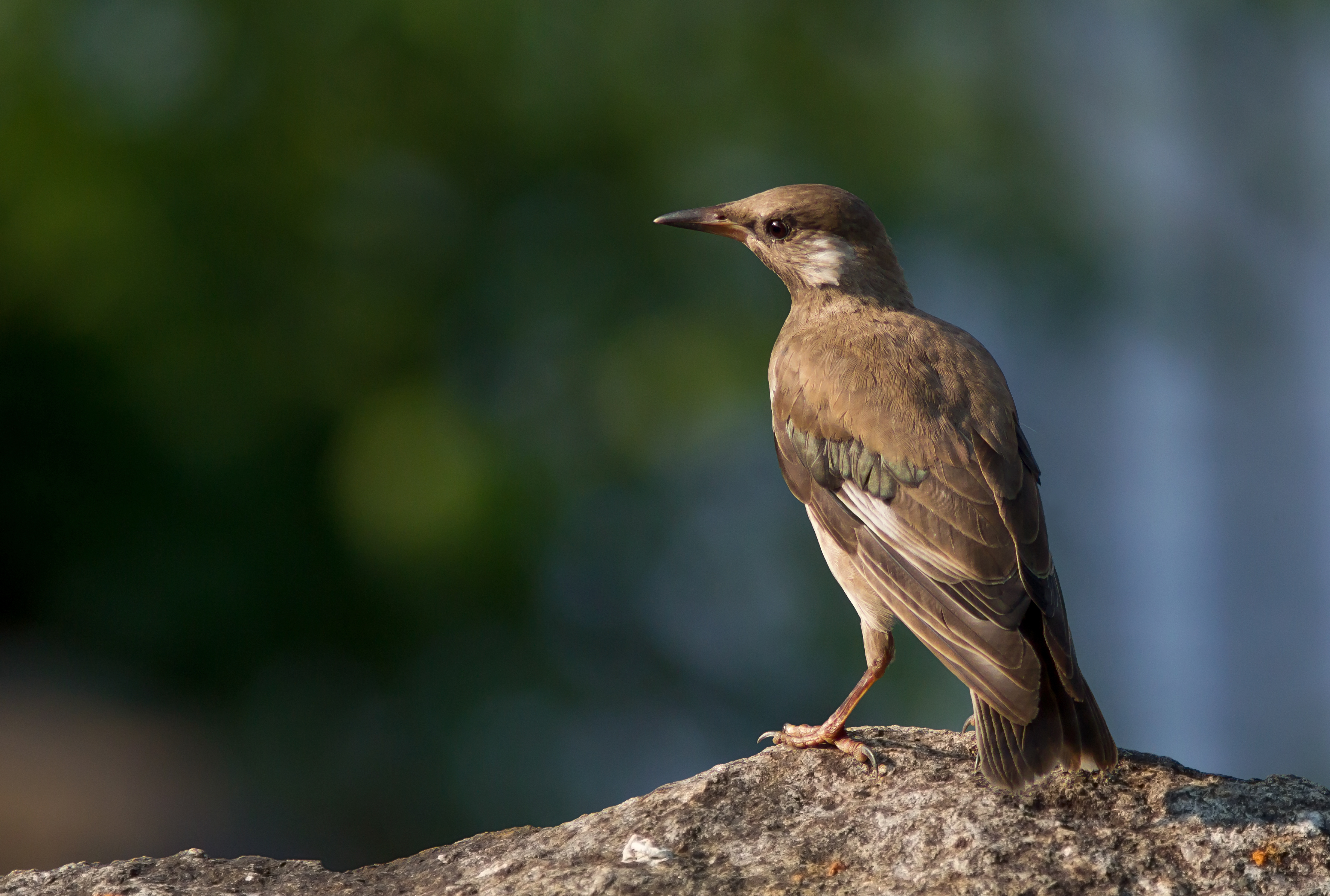
Spodiopsar cineraceus
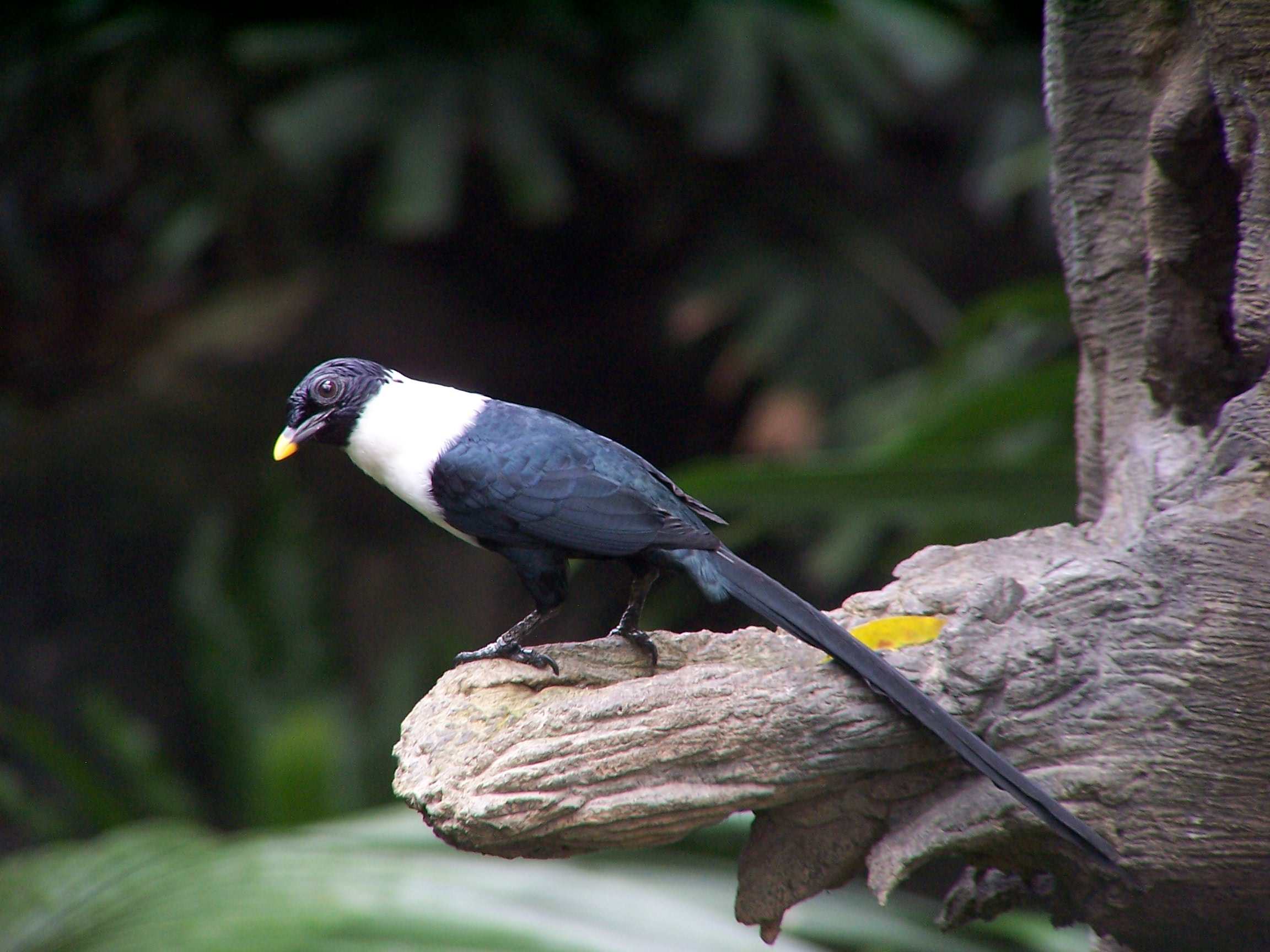
Streptocitta albicollis
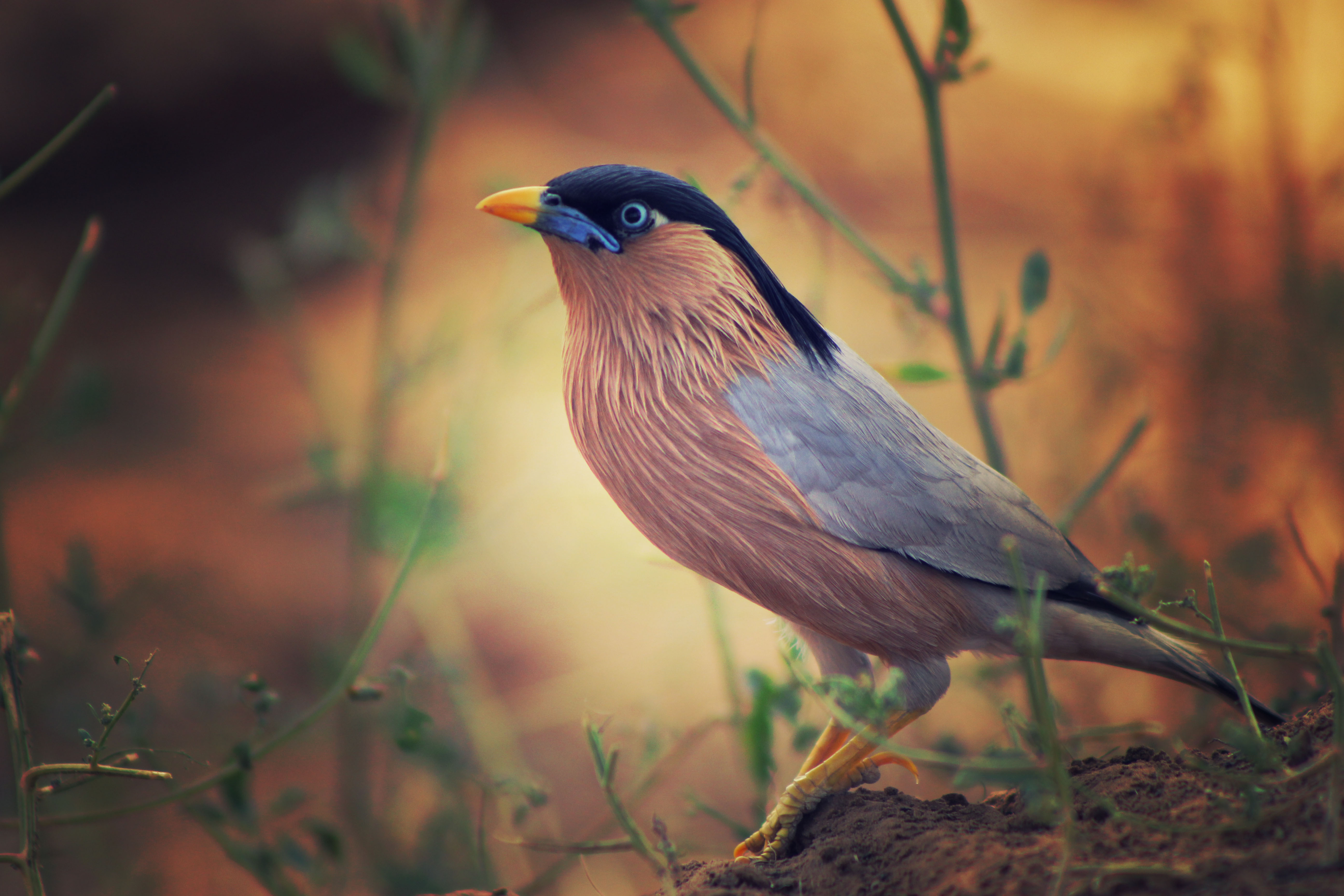
Sturnia pagodarum
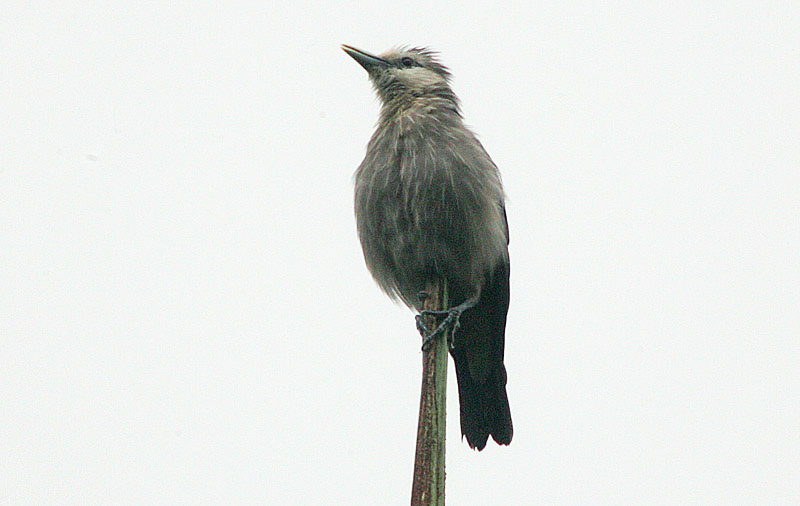
Sturnornis albofrontatus
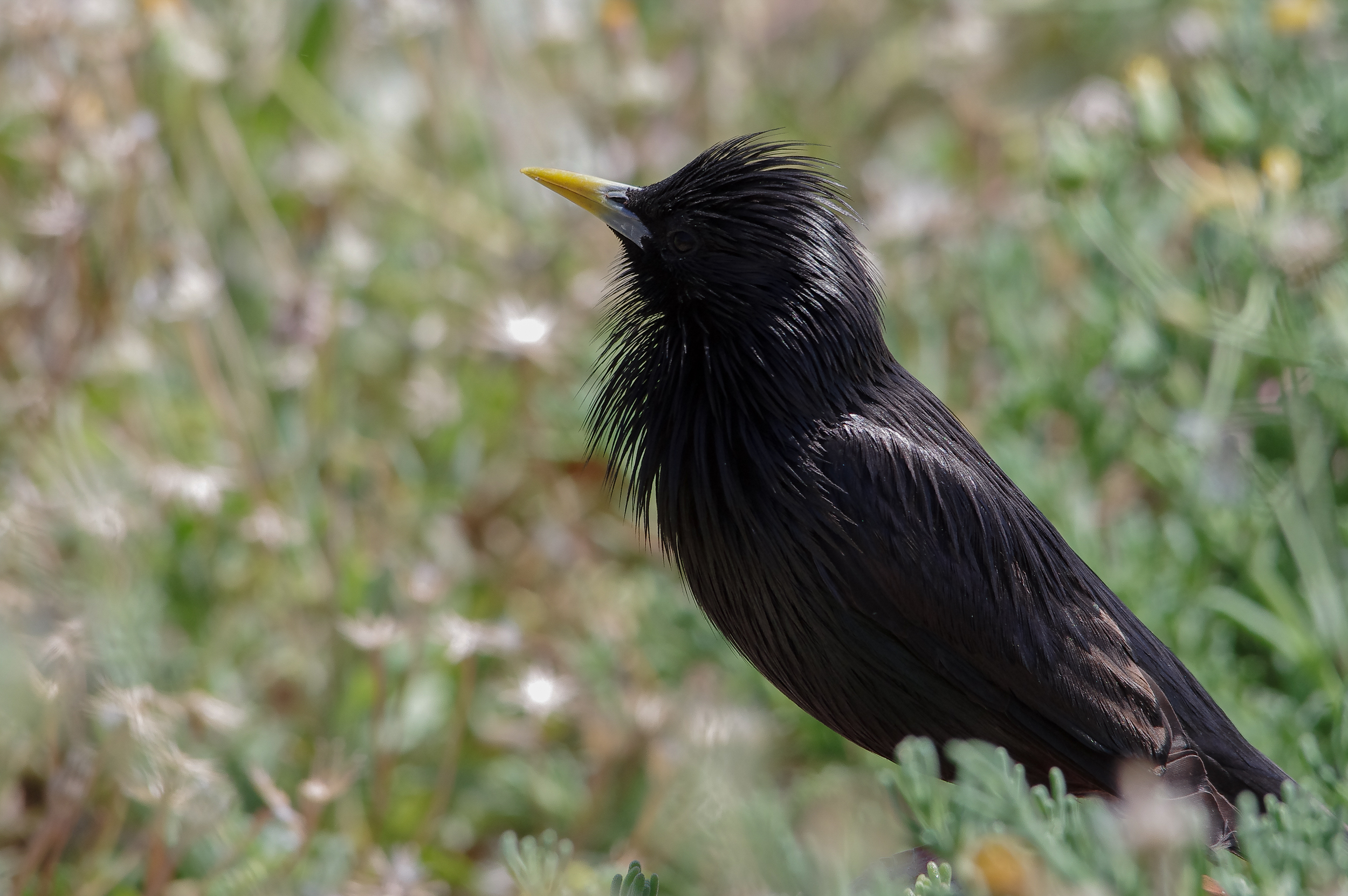
Sturnus unicolor

## Liste des espèces
D'après la classification de référence (version 5.2, 2015) du Congrès ornithologique international (ordre phylogénique) :
Parmi celles-ci, on compte cinq espèces éteintes. Deux appartiennent à des genres qui sont eux aussi éteints :
- Aplonis
  - †Aplonis fusca – Stourne de Norfolk
  - †Aplonis corvina – Stourne de Kusaie
  - †Aplonis mavornata – Stourne mystérieux
- †Necropsar
  - † Necropsar rodericanus – Étourneau de Rodrigues
- †Fregilupus
  - † Fregilupus varius – Étourneau de Bourbon